# Aetoxylon sympetalum
Aetoxylon sympetalum är en tibastväxtart som först beskrevs av V. Steenis och Domke, och fick sitt nu gällande namn av Airy.Shaw. Aetoxylon sympetalum ingår i släktet Aetoxylon och familjen tibastväxter. Inga underarter finns listade i Catalogue of Life.